# Ed Kastelic
Edward P. "Ed" Kastelic, född 29 januari 1964, är en kanadensisk före detta professionell ishockeyforward som tillbringade sju säsonger i den nordamerikanska ishockeyligan National Hockey League (NHL), där han spelade för Washington Capitals och Hartford Whalers. Han producerade 21 poäng (elva mål och tio assists) samt drog på sig 719 utvisningsminuter på 220 grundspelsmatcher.
Han har tidigare spelat för Starbulls Rosenheim i Deutsche Eishockey Liga (DEL); HDD Olimpija Ljubljana i Slovenska hokejska liga (SHL); Moncton Golden Flames, Binghamton Whalers och Binghamton Rangers i American Hockey League (AHL); Fort Wayne Komets och Phoenix Roadrunners i International Hockey League (IHL) samt London Knights i Ontario Hockey League (OHL).
Kastelic draftades i sjätte rundan i 1982 års draft av Washington Capitals som 110:e spelare totalt.
Han är far till Mark Kastelic som spelar själv i NHL. Kastelic är också svärson till Pat Stapleton och svåger till Mike Stapleton, båda spelade också i NHL under sina spelarkarriärer.

## Statistik
| 1980–1981  | Mississauga Reps       | GTHL       | 51  | 4  | 10 | 14  | 164 | —  | — | — | — | —  |
| 1981–1982  | London Knights         | OHL        | 68  | 5  | 18 | 23  | 63  | 4  | 0 | 1 | 1 | 4  |
| 1982–1983  | London Knights         | OHL        | 68  | 12 | 11 | 23  | 96  | 3  | 0 | 0 | 0 | 5  |
| 1983–1984  | London Knights         | OHL        | 68  | 17 | 16 | 33  | 218 | 8  | 0 | 2 | 2 | 41 |
| 1984–1985  | Fort Wayne Komets      | IHL        | 5   | 1  | 0  | 1   | 37  | —  | — | — | — | —  |
|            | Moncton Golden Flames  | AHL        | 62  | 5  | 11 | 16  | 187 | —  | — | — | — | —  |
|            | Binghamton Whalers     | AHL        | 4   | 0  | 0  | 0   | 7   | —  | — | — | — | —  |
| 1985–1986  | Washington Capitals    | NHL        | 15  | 0  | 0  | 0   | 73  | —  | — | — | — | —  |
|            | Binghamton Whalers     | AHL        | 23  | 7  | 9  | 16  | 76  | —  | — | — | — | —  |
| 1986–1987  | Washington Capitals    | NHL        | 23  | 1  | 1  | 2   | 83  | 5  | 1 | 0 | 1 | 13 |
|            | Binghamton Whalers     | AHL        | 48  | 17 | 11 | 28  | 124 | —  | — | — | — | —  |
| 1987–1988  | Washington Capitals    | NHL        | 35  | 1  | 0  | 1   | 78  | 1  | 0 | 0 | 0 | 19 |
|            | Binghamton Whalers     | AHL        | 6   | 4  | 1  | 5   | 6   | —  | — | — | — | —  |
| 1988–1989  | Hartford Whalers       | NHL        | 10  | 0  | 2  | 2   | 15  | —  | — | — | — | —  |
|            | Binghamton Whalers     | AHL        | 35  | 9  | 6  | 15  | 124 | —  | — | — | — | —  |
| 1989–1990  | Hartford Whalers       | NHL        | 67  | 6  | 2  | 8   | 198 | 2  | 0 | 0 | 0 | 0  |
| 1990–1991  | Hartford Whalers       | NHL        | 45  | 2  | 2  | 4   | 211 | —  | — | — | — | —  |
| 1991–1992  | Hartford Whalers       | NHL        | 25  | 1  | 3  | 4   | 61  | —  | — | — | — | —  |
| 1992–1993  | Phoenix Roadrunners    | IHL        | 57  | 11 | 7  | 18  | 158 | —  | — | — | — | —  |
| 1993–1994  | Binghamton Rangers     | AHL        | 44  | 3  | 6  | 9   | 119 | —  | — | — | — | —  |
| 1994–1995  | HDD Olimpija Ljubljana | SHL        | 30  | 20 | 15 | 35  | 48  | —  | — | — | — | —  |
| 1995–1996  | HDD Olimpija Ljubljana | SHL        | 41  | 18 | 22 | 40  | 161 | —  | — | — | — | —  |
| 1996–1997  | HDD Olimpija Ljubljana | SHL        | 48  | 28 | 26 | 54  | 149 | —  | — | — | — | —  |
| 1997–1998  | Starbulls Rosenheim    | DEL        | 42  | 2  | 4  | 6   | 108 | —  | — | — | — | —  |
| 1998–1999  | HDD Olimpija Ljubljana | SHL        | 17  | 4  | 5  | 9   | 47  | —  | — | — | — | —  |
| NHL totalt | NHL totalt             | NHL totalt | 220 | 11 | 10 | 21  | 719 | 8  | 1 | 0 | 1 | 32 |
| SHL totalt | SHL totalt             | SHL totalt | 136 | 70 | 68 | 138 | 405 | —  | — | — | — | —  |
| AHL totalt | AHL totalt             | AHL totalt | 222 | 45 | 44 | 89  | 643 | —  | — | — | — | —  |
| IHL totalt | IHL totalt             | IHL totalt | 62  | 12 | 7  | 19  | 195 | —  | — | — | — | —  |
| OHL totalt | OHL totalt             | OHL totalt | 204 | 34 | 45 | 79  | 377 | 15 | 0 | 3 | 3 | 50 |